# Manuel Benavent Fuentes
Manuel Benavent Fuentes (El Campello, 26 de desembre de 1956) ha estat un polític valencià, germà de Francisca Benabent Fuentes, diputat a les Corts Valencianes en la II Legislatura.

## Biografia
Va estudiar a l'Institut Cardenal Belluga de Callosa de Segura. Després va treballar com a encarregat de Gestió i Vendes a Telefónica. Va desenvolupar tasca sindical arribant a ser primer secretari (1979-1980) i després president (1981-1982) del comitè d'empresa de Telefònica a Alacant. Va ingressar aleshores al Centro Democrático y Social, partit del que en 1985 en fou nomenat secretari d'administració i el 1986 secretari d'organització a la província d'Alacant.
Fou candidat al Senat d'Espanya per Alacant a les eleccions generals espanyoles de 1986, però no fou escollit. Sí que fou elegit diputat a les eleccions a les Corts Valencianes de 1987. De 1987 a 1991 ha estat president de la Comissió Permanent no legislativa de Seguretat Nuclear de les Corts Valencianes. A les eleccions a les Corts Valencianes de 1991 no va poder revalidar el seu escó. Tampoc fou escollit regidor d'Alacant a les eleccions municipals espanyoles de 1991.